# Kesch-Hütte
Die Kesch-Hütte oder Chamanna digl Kesch ist eine Berghütte der Sektion Davos des Schweizer Alpen-Clubs (SAC), im Kanton Graubünden.
Die Kesch-Hütte liegt auf 2625 m ü. M. östlich von Bergün/Bravuogn am Fusse des Piz Kesch, in der Nähe des Porchabella-Gletschers.
Sie bietet 92 Schlafplätze, aufgeteilt in 5er- und 12er-Zimmer, und ist in der Sommersaison von Mitte Juni bis Mitte Oktober sowie in der Wintersaison von März bis Mitte Mai bewirtschaftet.

## Geschichte
Im Sommer 1893 baute die Sektion Davos des SAC auf 2631 m ü. M. die für 18 bis 20 Personen Raum bietende erste Kesch-Hütte. 1916 erfolgte der erste An- und Umbau, dem mehrere weitere folgten. 1968 wurde die Kesch-Hütte nach den Plänen von Jakob Eschenmoser erweitert.
Die alte Kesch-Hütte wurde abgebrochen und im Jahr 2000 vollständig neu gebaut. Für die Energieversorgung der Hütte wird die Sonne voll genutzt. Sie bekam deshalb den Schweizer Solarpreis für besonders umweltfreundliches Bauen. Seit 2006 trägt sie das Umweltlabel der Europäischen Union. Die Sonnenkollektoren (für Warmwasser) und die Solarzellen (für die Stromproduktion) werden durch ein kleines Wasserkraftwerk unterhalb der Hütte und seit Sommer 2011 zusätzlich durch zwei Windgeneratoren (vom Modell Air-X Land) unterstützt.

## Zustiege

### Punts d’Alp
Hüttenweg:
- Ausgangspunkt: Punts d’Alp im hinteren Val Tuors (1782 m), (gebührenpflichtiger Langzeitparkplatz für Hüttenbesucher, im Hochsommer zeitweise Anruf-Bus von Bergün/Bravuogn)
- Route: Direkt durch den Wald hinauf, unterhalb der Alp digl Chants vorbei und von dort auf dem breiten Hüttenweg durch das Schegvel, zum Schluss entlang der Ava da Salect Richtung Fuorcla da Funtauna
- Sommer- und Winterweg, im Winter allerdings keine Zufahrt mit Fahrzeugen von Bergün/Bravuogn nach Punts d’Alp möglich, d. h. dann Ausgangspunkt Bergün/Bravuogn und Anmarsch durch das gesamte Val Tuors (+2 Stunden Gehzeit)
- Schwierigkeit: Bergwandern (T2)
- Zeitaufwand: 2,5 Stunden

Abkürzung:
- Ausgangspunkt: Punts d’Alp (s. o.)
- Route: Rechts an der Ava da Tuors bis zum Fahrweg oberhalb von Chants, dann von dort den Bergweg entlang der Ava da Salect Richtung Fuorcla da Funtauna
- nur Sommerweg
- Schwierigkeit: Anspruchsvolles Bergwandern (T3)
- Zeitaufwand: 2 Stunden

Über das Val da Ravais-ch:
- Ausgangspunkt: Punts d’Alp (s. o.)
- Route: Nach Chants und dann weiter entlang der Ava da Ravais-ch bis zu den Laiets da Ravais-ch. Von dort nach der Passhöhe weiter durch die Val Sartiv und durch das obere Val dal Tschüvel südwärts Richtung Fuorcla da Funtauna
- Sommer- und Winterweg, im Winter allerdings keine Zufahrt mit Fahrzeugen (s. o.)
- Schwierigkeit: Bergwandern (T2)
- Zeitaufwand: 4 Stunden

### Davos-Sertig
- Ausgangspunkt: Sertig-Sand im hinteren Val Sertig (1859 m), (kein Parkplatz, regelmässige Busverbindung mit Postauto von Davos)
- Route: Durch das Chüealptal zum Sertigpass. Von dort in die Val Sartiv und durch das obere Val dal Tschüvel Richtung Fuorcla da Funtauna
- Sommer- und Winterweg
- Schwierigkeit: Bergwandern (T2)
- Zeitaufwand: 4,5 Stunden

### Davos-Dürrboden
- Ausgangspunkt: Dürrboden im hinteren Val Dischma (2007 m), (Langzeitparkplatz für Hüttenbesucher, regelmässige Busverbindung von Davos)
- Route: Zum Scalettapass. Von dort am Hang entlang oberhalb des Val Funtauna zum Val Sartiv und durch das obere Val dal Tschüvel Richtung Fuorcla da Funtauna
- Sommer- und Winterweg
- Schwierigkeit: Anspruchsvolles Bergwandern (T3)
- Zeitaufwand: 5,5 Stunden

### Chamanna digl Grialetsch
- Ausgangspunkt: Grialetschhütte auf der Fuorcla da Grialetsch (2542 m)
- Route: Richtung Dürrboden, dann über direkten Verbindungsweg am Hang entlang zum Scalettapass. Von dort am Hang entlang oberhalb des Val Funtauna zum Val Sartiv und durch das obere Val dal Tschüvel Richtung Fuorcla da Funtauna
- Sommer- und Winterweg
- Schwierigkeit: Anspruchsvolles Bergwandern (T3)
- Zeitaufwand: 5 Stunden

### Chamanna d'Es-cha
Über die Porta d'Es-cha:
- Ausgangspunkt: Es-cha-Hütte oberhalb des hinteren Val d'Es-cha (2594 m)
- Route: Aufstieg zur Porta d'Es-cha (kurze gesicherte Kletterpassage, II). Von dort Abstieg auf den Vadret da Porchabella und über diesen Richtung Fuorcla da Funtauna
- Sommer- und Winterweg
- Schwierigkeit: Schwieriges Alpinwandern (T6)
- Zeitaufwand: 2,5 Stunden

Über die Fuorcla Pischa:
- Ausgangspunkt: Es-cha-Hütte oberhalb des hinteren Val d'Es-cha (2594 m)
- Route: Durch das Val Pischa zur Fuorcla Pischa. Weiter ins Val Plazbi und von dort bis unterhalb der Alp digl Chants. Ab dort auf dem breiten Hüttenweg über das Schegvel und später entlang der Ava da Salect Richtung Fuorcla da Funtauna
- Sommer- und Winterweg
- Schwierigkeit: Anspruchsvolles Bergwandern (T3)
- Zeitaufwand: 5,5 Stunden

### Cinuos-chel
- Ausgangspunkt: Cinuos-chel im Oberengadin (1616 m), (Langzeitparkplatz für Hüttenbesucher,  Rhätische Bahn Station Cinuos-chel/Brail)
- Route: Durch das Val Susauna und weiter durch die Val Funtauna und schliesslich durch das obere Val dal Tschüvel Richtung Fuorcla da Funtauna
- Sommer- und Winterweg
- Schwierigkeit: Bergwandern (T2)
- Zeitaufwand: 4,5 Stunden

## Touren

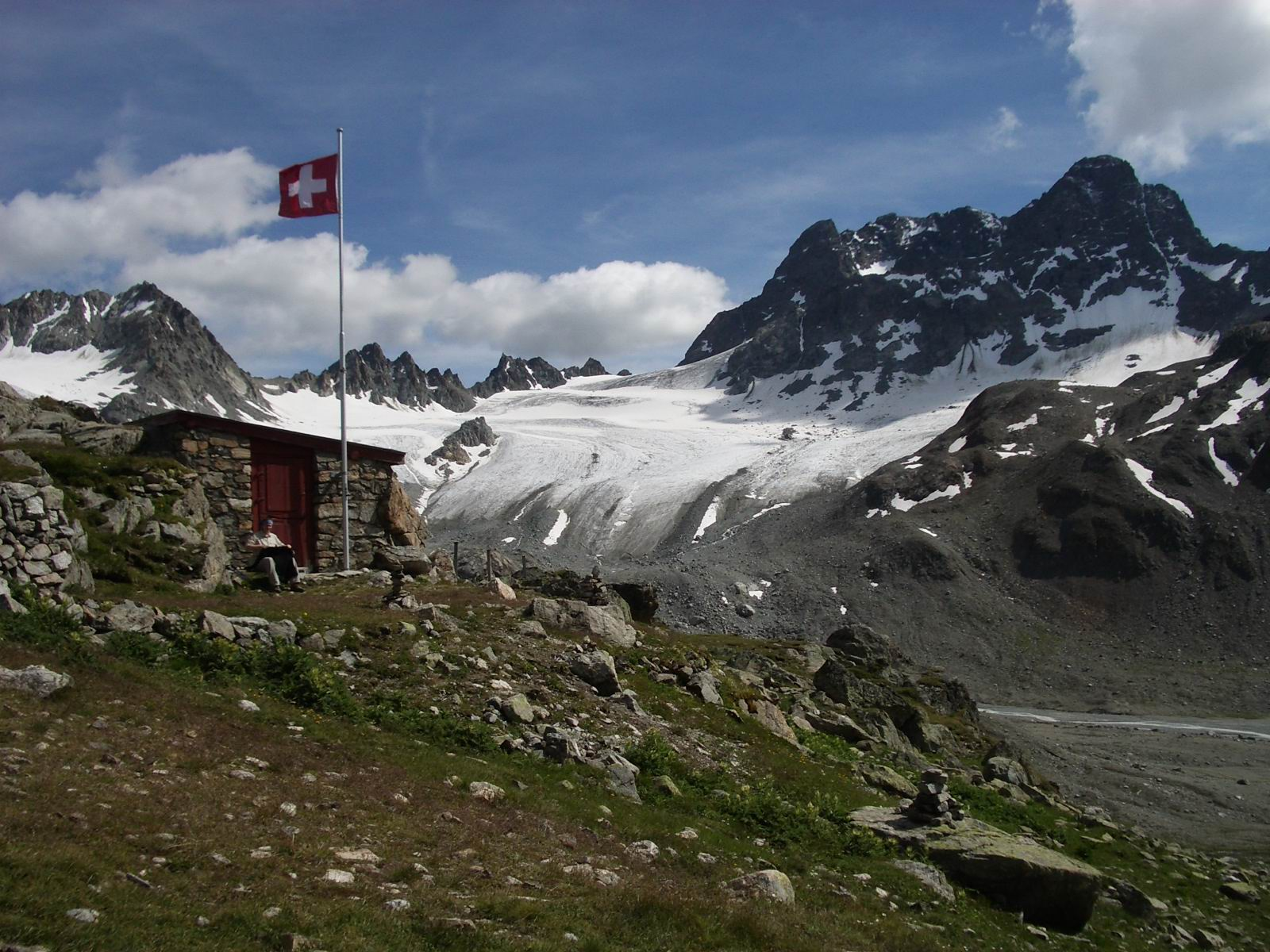
Blick von der Hütte auf Porchabella-Gletscher und Piz Kesch

Die Hütte eignet sich als Ausgangspunkt für Rundwanderungen und Gipfelziele, Gletscher- und Skitouren und ist Etappenort für Mountainbiketouren. Die nächsten Gipfel sind Piz Forun, Piz Kesch, Keschnadel, Piz Porchabella, Piz Val Müra und Piz Murtelet. Sie eignet sich als Familienunterkunft und ist Etappenort des Kesch-Treks. Klettergarten und Gletscher sind in unmittelbarer Nähe der Hütte. Nachbarhütten sind die Grialetschhütte und die Es-cha-Hütte, die auf dem weiss-blau-weiss markierten Weg über den Porchabella-Gletscher und die Porta d'Es-cha in 2 ½ Stunden erreicht werden kann.